# Comunione di santa Teresa d'Avila
La Comunione di santa Teresa d'Avila è un dipinto a olio su tela di Juan Martín Cabezalero realizzato circa nel 1670 e conservato nel Museo Lázaro Galdiano di Madrid in Spagna.

## Storia
L'opera è stata datata intorno al 1670, appena 3 anni prima della morte prematura di Cabezalero, pittore straordinariamente dotato ma poco conosciuto. Il soggetto dell'opera proviene dal libro del frate Antonio della Huerta Historia y admirable vida del glorioso Padre San Pedro de Alcántara (1669) in uno dei racconti si ricorda una messa officiata da san Pietro d'Alcántara, alla quale partecipò santa Teresa di Gesù, e durante la quale apparvero i santi Francesco d'Assisi e Antonio da Padova rispettivamente diacono e suddiacono. Non si sa per chi sia stata realizzata l'opera, che per il suo tema avrebbe potuto essere dipinta per un convento francescano oltre che per uno carmelitano, nel caso fosse stato realizzato per un istituto religioso. 
La prima notizia certa della sua esistenza è un inventario dei beni di Doña Ana María de Sora, morta a Madrid nel 1743, moglie di un alto funzionario alla corte del re Filippo V. L'inventario menziona un «dipinto di San Pedro de Alcántara, originale di Cabezalero, in comunione con Santa Teresa, con i santi Francisco e Antonio che ricoprono il ruolo da diacono e suddiacono, alto tre metri e largo più di due metri con una cornice. oro liscio». La descrizione e le dimensioni corrispondono a quelle dell'opera, ed è da notare che l'inventario la attribuisce con precisione a Cabezalero.
Nel tempo, il dipinto passò attraverso le collezioni del Marchese di San Nicolás, del Marchese di Ensenada e dell'Infante Don Luis de Borbón. Appartenne in seguito alla collezione del Marchese di Salamanca che lo vendette nel 1875. Il dipinto era già allora attribuito a Claudio Coello, pittore prestigioso e molto più conosciuto e stimato, che mantenne tale attribuzione fino a tempi molto recenti. Non si sa quando lo acquistò José Lázaro Galdiano, che dopo la sua morte nel 1947, lo donò allo stato spagnolo, insieme al resto della sua vasta collezione.

## Descrizione e stile
L'opera, seppur erroneamente attribuita fino a poco tempo fa a Claudio Coello, è stata molto conosciuta ed apprezzata nel mondo dell'arte. Lo storico Juan Antonio Gaya Nuño lo considerava «uno dei quadri più commoventi del barocco, molto più della tanto celebrata Comunione di san Girolamo del Domenichino». Enrique Lafuente Ferrari lo ha descritto come un «dipinto impressionante che evoca la memoria di Zurbarán per la sua espressiva severità religiosa e quella di Cano per la sua armoniosa serena bellezza». Alfonso Pérez Sánchez, ex direttore del Museo del Prado, lo definì un «singolare capolavoro» e «una delle composizioni più spettacolari del barocco madrileno» e riteneva che il fatto che «una tela così importante e significativa non fosse stata raccolta dai più antichi biografi di Coello» fosse un'ulteriore prova che non era sua paternità. Quest'ultimo storico dell'arte ha ricordato che «si è sempre sottolineata la bellezza del suo colore, con rossi e azzurri intensi molto ben concordati e i tocchi brillanti di oro e argento che danno una sensazione di opulenza alla composizione, che, però, mantiene una contenimento devoto sereno».
Una radiografia dell'opera prima di un processo di restauro ha rivelato i cambiamenti compositivi che Cabezalero ha apportato durante il processo di creazione, tendendo a conferire alla tela una composizione più monumentale e solenne. Questi cambiamenti influirono sulla soppressione di alcuni cherubini situati nella parte superiore, e modifiche nella posizione del santo, della testa di San Pietro d'Alcántara e della posizione delle mani di san Francesco d'Assisi. L'intera scena è di un ricco stile barocco che evoca elementi di Peter Paul Rubens ed altri di origine veneta ed in particolare Paolo Veronese. La scenografia barocca della tela è sottolineata dalla monumentalità quasi scultorea delle figure e dalla loro solennità e gesti, insieme ad elementi come la lussuosa dalmatica di San Francesco, la magnifica cornice architettonica, i tendaggi o il grande mensolone accanto all'altare. Secondo il già citato Alfonso E. Pérez Sánchez, la paternità di Cabezalero è riscontrabile anche nella costruzione dei personaggi «risolti in grandi inquadrature dai profili molto pronunciati, utilizzando i contrasti di scuro contro luce e luce contro scuro, e il peculiare gamma cromatica, che insiste sugli effetti del bianco e del blu».
Sebbene il soggetto del dipinto sia l'apparizione dei Santi Francesco d'Assisi e Antonio di Padova durante una messa officiata da san Pietro d'Alcántara alla presenza di anta Teresa di Gesù, Cabezalero trasforma il dipinto in un'esaltazione dell'Eucaristia scegliendo di catturare la momento preciso in cui la santa comunione, oltre a mostrare anche l'apparizione miracolosa dei due santi. Il restauro dell'opera ha permesso di osservare prima un piccolo dettaglio percettibile: la santa è stata rappresentata in levitazione.

### Il disegno preparatorio della Galleria degli Uffizi

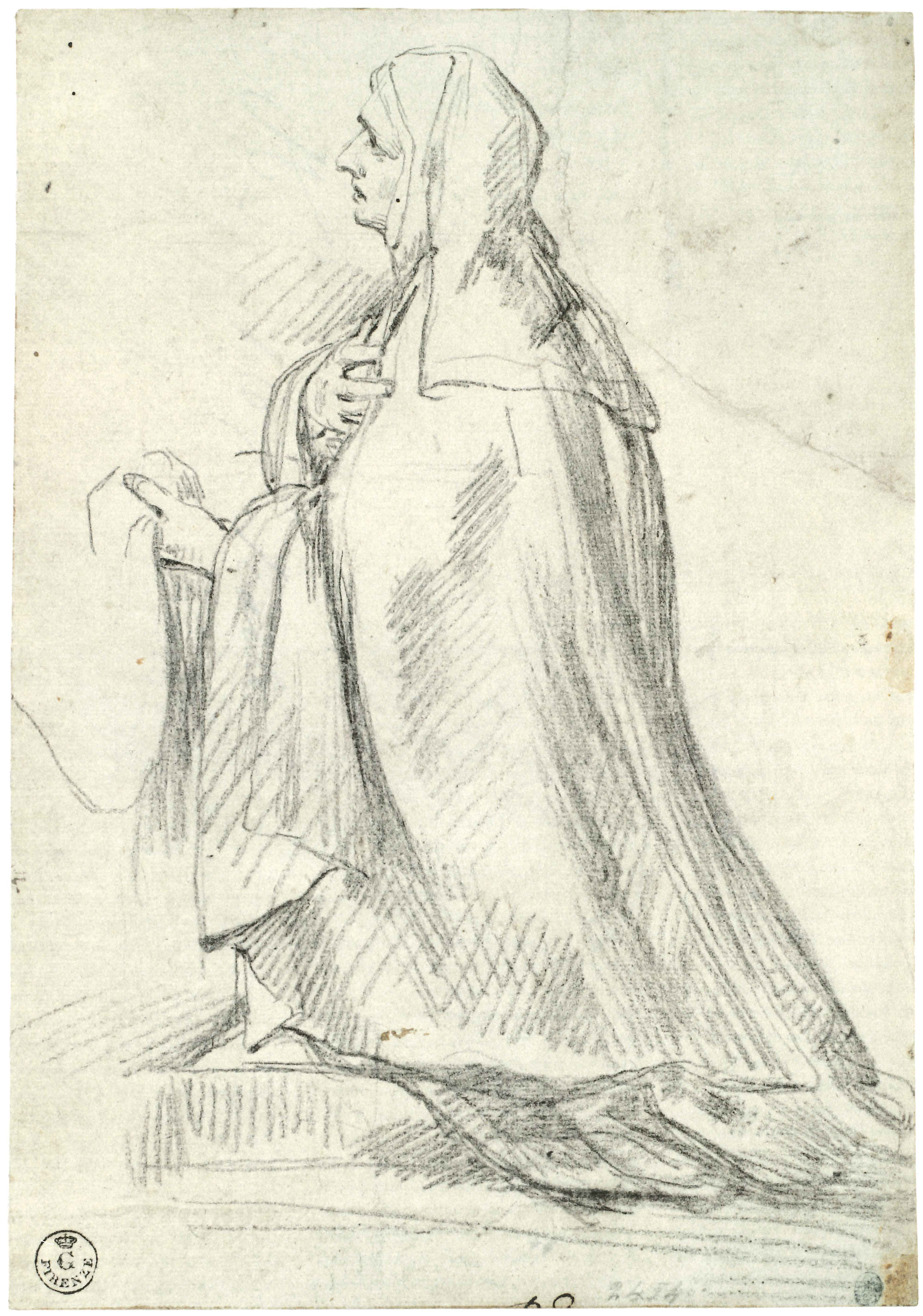
Studio preparatorio per la «Comunione di santa Teresa d'Avila» 1670 circa, matita nera su carta vergata, incollata su un secondo supporto, mm 254 x 179, Gabinetto dei Disegni e delle Incisioni (dono Emilio Santarelli), Galleria degli Uffizi, Firenze (n° inventario 2454 S).

Un disegno preparatorio è conservato nel Gabinetto dei Disegni e delle Incisioni della Galleria degli Uffizi a Firenze di Cabezalero per la Comunione di santa Teresa d'Avila, che corrisponde alla figura della santa. La figura è praticamente identica nel disegno e nella versione finale del dipinto, le differenze essendo limitate al panno che la santa porta nella mano sinistra nonché alla posizione della testa, che sulla tela è leggermente girata a guardare alla Sacra Forma. Il confronto del disegno con il dipinto e con la radiografia già citata mostra l'attenta elaborazione della composizione.
D'altra parte, l'esistenza di questo disegno permette di ricordare il legame tra Cabezalero e la tradizione madrilena del disegno a matita nera, che ebbe un grande sviluppo dai tempi di Vicente Carducho (1576-1638 circa). L'intenso profilo della figura e l'ombreggiatura basata su tratti paralleli e incrociati del disegno mostrano che Cabezalero è una continuazione della pratica di Francisco Rizi o Carreño. Va ricordato che Cabezalero fu discepolo di Carreño, essendo entrato nella sua bottega e vivendo nella sua casa almeno fino al 1666. Il disegno rivela chiaramente quali fossero le sue fonti e come le sviluppò ed è un elemento in più per giustificare la sua paternità del opera.